# Сідельник Іван Іванович
Іва́н Іва́нович Сіде́льник (18 червня 1939, с. Куземин, Сумська область — 12 березня 2023, Суми) — український політик. Народний депутат України.

## Освіта
У 1968 р. закінчив Ленінградський сільськогосподарський інститут за фахом економіст, а у 1985 р. — Вищу партійну школу при ЦК КПУ (м. Київ).

## Кар'єра
- 1959–1960 — модельник Чупахівського цукрозаводу (село Чупахівка Охтирського району).
- 1960–1963 — служба в армії.
- 1963–1968 — економіст колгоспу ім. Крупської Охтирського району.
- 1970–1974 — інструктор, завідувач оргвідділу Охтирського райкому КПУ.
- 1974–1975 — інструктор Охтирського обкому КПУ.
- 1975–1978 — другий секретар Сумського райкому КПУ.
- 1978–1980 — заступник завідувача відділу сільського господарства Сумського обкому КПУ.
- 1980–1990 — перший секретар Путивльського райкому КПУ.
- 1990–1991 — секретар Сумського обкому КПУ.
- Жовтень 1991–1992 — заступник генеральний директора ВО «Сумиптахопром».
- 1992–1995 — генеральний директор агропромфірми «Контракт».
- Травень 1995 — червень 1998 — генеральний директор агропромислової асоціації «Сумицукор».
- Червень 1998 — травень 2001 — керівник справами апарату Сумської обласної ради.

Депутат Сумської обласної ради І скликання (1990—1994) та ІІІ скликання (1998—2002).
Був членом партії ВО «Батьківщина» (1999–2010), головою Сумської обласної організації (листопад 1999–2010), входив до Політради.
Довірена особа кандидата на пост Президента України Віктора Ющенка в ТВО № 162 (2004–2005).

## Парламентська діяльність
Квітень 2002 — кандидат в народні депутати України від «Блоку Юлії Тимошенко», № 39 в списку. На час виборів: голова Сумської обласної організації ВО «Батьківщина».
Народний депутат України 5-го скликання з 25 травня 2006 до 12 червня 2007 від «Блоку Юлії Тимошенко», № 54 в списку. На час виборів: голова Сумської обласної організації партії ВО «Батьківщина». Член фракції «Блок Юлії Тимошенко» (з травня 2006). Голова підкомітету з питань технічної політики та матеріальних ресурсів агропромислового комплексу Комітету з питань аграрної політики та земельних відносин (з липня 2006). 12 червня 2007 достроково припинив свої повноваження під час масового складення мандатів депутатами-опозиціонерами з метою проведення позачергових виборів до Верховної Ради.
Народний депутат України 6-го скликання з 23 листопада 2007 від «Блоку Юлії Тимошенко», № 54 в списку. На час виборів: пенсіонер, член партії ВО «Батьківщина». Член фракції «Блок Юлії Тимошенко» (листопад 2007 — вересень 2010). Виключений з фракції «за співпрацю із більшістю». Член групи «Реформи заради майбутнього» (з лютого 2011). Член Комітету з питань аграрної політики та земельних відносин (з грудня 2007), голова підкомітету з питань соціального розвитку сільських територій (з січня 2008).

## Особисте життя
Захоплюється шахами, більярдом, полюванням та картами.

### Родина
Українець. Батько Іван Кузьмич (1904). Мати Євдокія Євтухівна (1904). Дружина Тетяна Олексіївна (1949).